# المنطقة المحمية لجزر فينكس
المنطقة المحمية لجزر فينيكس (PIPA) تقع في جمهورية كيريباتي (Kiribati)، وهي دولة في المحيط في وسط المحيط الهادئ تقريبًا في منتصف الطريق بين أستراليا وهاواي. وتمثل المنطقة المحمية لجزر فينيكس نسبة 11.34% من المنطقة الاقتصادية الشاملة في كيريباتي (EEZ)، وحيث إن مساحتها تصل إلى 408,250 كـم2 (157,630 ميل2) فإنها أكبر منطقة بحرية محمية (MPA) في المحيط الهادئ. وتعد المنطقة المحمية لجزر فينيكس أول منطقة محمية بحرية ضخمة وعميقة فعلاً تقع في قلب المحيط.
وأكبر جزء من المنطقة المحمية لجزر فينيكس حسب المساحة هي قاع المحيط، حيث إن متوسط عمق عمود المياه أكبر من 4 آلاف متر (2.5 ميل). ومن الميزات المهمة للمنطقة المحمية لجزر فينيكس وجود عدد كبير من البراكين الضخمة والخامدة تحت المياه. وتمثل هذه الجبال الموجودة تحت المياه تنوعًا ضخمًا لأنواع الموائل البحرية - شعب حلقي "جزيرة مرجانية استوائية" وجزيرة شعاب مرجانية منخفضة والشعاب المرجانية المغمورة والجبال البحرية وقاع البحر العميق، بالإضافة إلى موائل المحيطات المفتوحة.
وتشتمل المنطقة المحمية لجزر فينيكس على ثماني جزر مرجانية استوائية وشعاب مرجانية منخفضة في قسم كيريباتي في جزر فينيكس: راواكي، وإندربوري، ونيكومورو، وماكين، ومانرا، وبيرني، كانتون وأورونا. الجزيرة الوحيدة المسكونة حاليًا هي جزيرة كانتون رغم أن السكان فيها غير دائمين ولا يتجاوزون 40 شخصًا، وهم يتكونون من موظفين حكوميين وأسرهم المشاركين في عمليات حماية وإدارة مصالح كيريباتي في المنطقة. كما تشتمل المنطقة المحمية لجزر فينيكس كذلك على جزيرتين للشعاب المرجانية المغمورة، وهما كارونديليت ريف (Carondelet Reef) ووينسلو ريف (Winslow Reef)، في جين أن كارونديليت ريف هي جزيرة صغيرة للغاية حيث لا تتجاوز 3 إلى 4 أمتار (حوالي 10 إلى 13 قدمًا) تحت المياه عند انخفاض المد.

## التاريخ والإدارة
أعلنت كيريباتي عن إنشاء المنطقة المحمية لجزر فينيكس لأول مرة في مؤتمر عام 2006 لأطراف اتفاقية التنوع البيولوجي في البرازيل. وفي الثلاثين من يناير عام 2008، تبنت كيريباتي لوائح رسمية من أجل المنطقة المحمية لجزر فينيكس جعلت المساحة أكبر من الضعف، مما جعل هذه المنطقة، في تلك الفترة، أكبر منطقة بحرية محمية على سطح الأرض. وبشكل إجمالي، فهي تساوي مساحة ولاية كاليفورنيا في الولايات المتحدة الأمريكية، رغم أن إجمالي مساحة الأرض بها لا تتجاوز 25 كـم2 (9.7 ميل2).
وقد قامت جمهورية كيريباتي، بالشراكة مع منظمات غير حكومية تعمل في مجال الحماية الحماية الدولية وNew England Aquarium صندوق حماية المنطقة المحمية لجزر فينيكس (صندوق PIPA). ويتم تمويل إدارة وتنفيذ المنطقة المحمية لجزر فينيكس من خلال صندوق المنطقة المحمية لجزر فينيكس من خلال منحة تعوض كيريباتي عن العائدات وتكاليف الإدارة المفقودة. وتعني حماية جزر فينيكس حظر الصيد التجاري في المنطقة، مما يؤدي إلى خسارة الأرباح التي يمكن أن تحصل عليها حكومة كيريباتي في الطبيعي عند إصدار تراخيص الصيد التجاري الأجنبية. وفي مواجهة العديد من التهديدات للتنوع الحيوي البحري، يمثل ذلك واحدًا من الطرق المستدامة المعتمدة على السوق لتمويل خطط حماية مثل تلك.

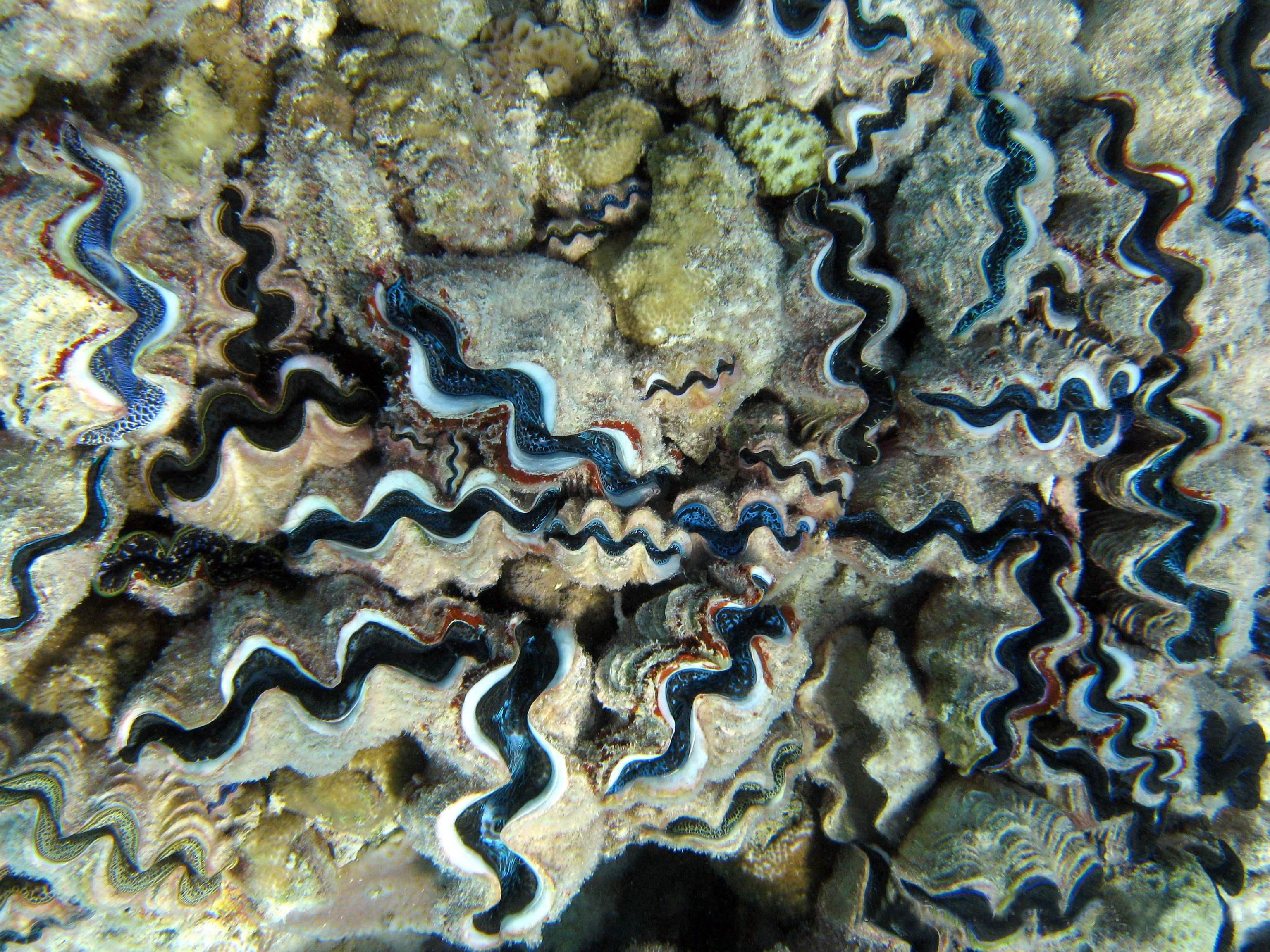
بطلينوس ترايدانكا (Tridacna) العملاق في بحيرة أورونا (Orona)

تنعكس متطلبات الإدارة والحماية اللازمة للحفاظ على قيم المنطقة البحرية المحمية هذه في إجراءات الإدارة المؤقتة وخطة الإدارة التي تم اعتمادها مؤخرًا. وهي تشتمل على ما يلي، إلا أنها لا تقتصر عليه:
- تقسيم المناطق – في الوقت الحالي، 7 من الجزر المرجانية الاستوائية الثمانية محمية بشكل كامل على أنها مناطق لا يجوز الصيد فيها بما في ذلك البيئات البرية والبحيرات والشعاب المرجانية والموائل الساحئلة بمساحة تصل إلى 12 ميل بحري (22 كـم؛ 14 ميل). وهناك جزيرة مرجانية استوائية واحدة، وهي كانتون، يمكن فيها حصاد الموارد لأغراض الإعاشة فقط، للسكان المرتبطين بتصريف الأعمال الحكومية. وفي المرحلة الثانية، ستتم زيادة مناطق عدم الصيد (NTZ) بنسبة 25% إضافية مما يجعل المنطقة المحمية لجزر فينيكس منطقة عدم صيد بنسبة 28.5% من إجمالي المنطقة. تشتمل أولويات زيادة تغطية مناطق عدم الصيد على الحماية الكاملة للشعاب المغمورة وزيادة حماية الجبال البحرية والمنطقة الموجودة حول كل جزيرة مرجانية استوائية / شعاب مرجانية.
- التصاريح – يجب أن يحصل كل الزوار (على سبيل المثال السياح والباحثين) على تصاريح، وبمجرد الوجود في المنطقة المحمية لجزر فينيكس، يمكنهم إكمال متطلبات الهجرة في كانتون. إدارة المصايد - بالإضافة إلى بنود تقسيم المناطق الموضحة أعلاه، تتطلب كيريباتي تغطية الملاحظين بنسبة 100% على كل سفن الدول البعيدة للصيد في المياه (DWFN).

## الإرث الطبيعي

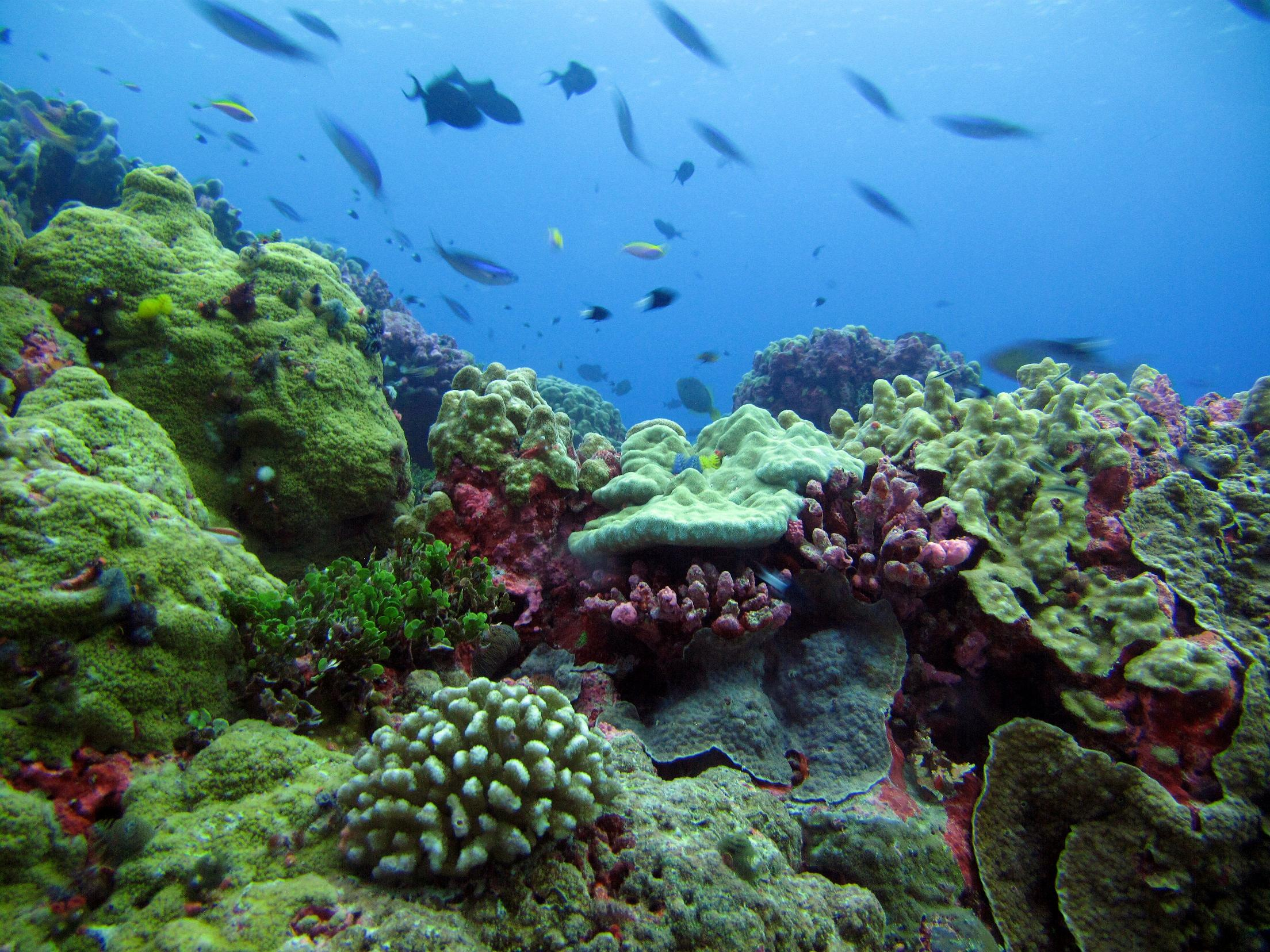
تمثل المنطقة المحمية لجزر فينيكس آخر نظام بيئي يحتوي على أرخبيل به شعاب مرجانية في المحيط لم يمس حيث تظهر الشعاب المرجانية كما كانت تظهر عليه منذ ألف عام مضت.

وتوفر المنطقة المحمية لجزر فينيكس موائل طبيعية هامة من أجل الحفاظ على التنوع البيولوجي العالمي في الموقع، سواء فيما يتعلق بالبيئة البحرية أو البيئة البرية. وتتم الإشارة إلى جزر فينيكس على أنها منطقة تنوع حيوي رئيسية (KBA) من خلال منظمة Conservation International وتعد الشعاب المرجانية الموجودة في المنطقة المحمية لجزر فينيكس واحدة من أقل الشعاب المرجانية التي تم التعرض لها في العالم. وفي الوقت الحالي، هناك أكثر من 200 نوع من أنواع الشعاب المرجانية المعروفة، إلا أنه، وبما لا يدع مجالاً للشك، هناك العديد من الأنواع الأخرى المتعلقة بالشعاب المرجانية التي تنمو في المياه العميقة والمقترنة بالجبال البحرية لم يتم التعرف عليها حتى الآن في المنطقة المحمية لجزر فينيكس. وهناك 514 نوعًا من أسماك الشعاب المرجانية، بما في ذلك العديد من الأنواع الجديدة. ونظام الشعاب المرجانية بعيد للغاية عن أعين البشر ولم تمسه الأنشطة البشرية مما يجعله بمثابة المقياس الذي يمكن من خلاله فهم وربما توفير إرشادات حول كيفية استعادة أنظمة الشعاب المرجانية الصلبة الأخرى التي تدهورت أحوالها.
وقد تم تعيين خمسة من بين الجزر الثمانية الموجودة في المنطقة المحمية لجزر فينيكس على أنها مناطق هامة للطيور من خلال اتحاد جمعية الطيور العالمية، حيث إن جزر فينيكس معروفة دوليًا على أنها ملاذ للطيور البحرية. وقد تزايدت أعداد طيور النوء والطيور الاستوائية والأطليش والفرقاط والخرشنة معًا بالملايين خلال آخر عمليات مسح شاملة تم تنفيذها في الستينيات من القرن العشرين. وقد مثلت بعض هذه المستعمرات ما يمكن أن يكون أكبر معسكرات لهذه الأنواع في العالم، بما في ذلك جلم الماء الفارسي ونوء العاصفة أبيض الحلق (البولينيزي) المعرض لخطر الانقراض والفرقاط الصغير والنودي الأزرق. واليوم، هناك 19 نوعًا من الطيور البحرية التي تعيش على هذه الجزر. والعديد من الطيور البحرية الأخرى تهاجر عبر المنطقة المحمية لجزر فينيكس، بما في ذلك جلم الماء الفارسي والنوء المرقش من أستراليا ونيوزيلندا. وتشتمل الأنواع الهامة على طائر نوء فينيكس المعرض لخطر الانقراض.
وتضم جزر المنطقة المحمية لجزر فينيكس مثل كانتون وراواكي وإندربوري على شواطئ تعشيش هامة للسلاحف الخضراء المهددة بالانقراض وربما كذلك سلحفاة الشرفاف بالإضافة إلى مواقع تربية وتغذية آمنة لكلا النوعين. وتعد إندربوي واحدة من أهم مواقع تعشيش السلاحف الخضراء في وسط المحيط الهادئ. وتضم بحيرات كانتون وأورونا مجتمعات مذهلة للبطلينوس العملاق بأحجام نادرًا ما نراها في أي مكان آخر في العالم.

## استعادة الجزر برنامج الأمان البيولوجي

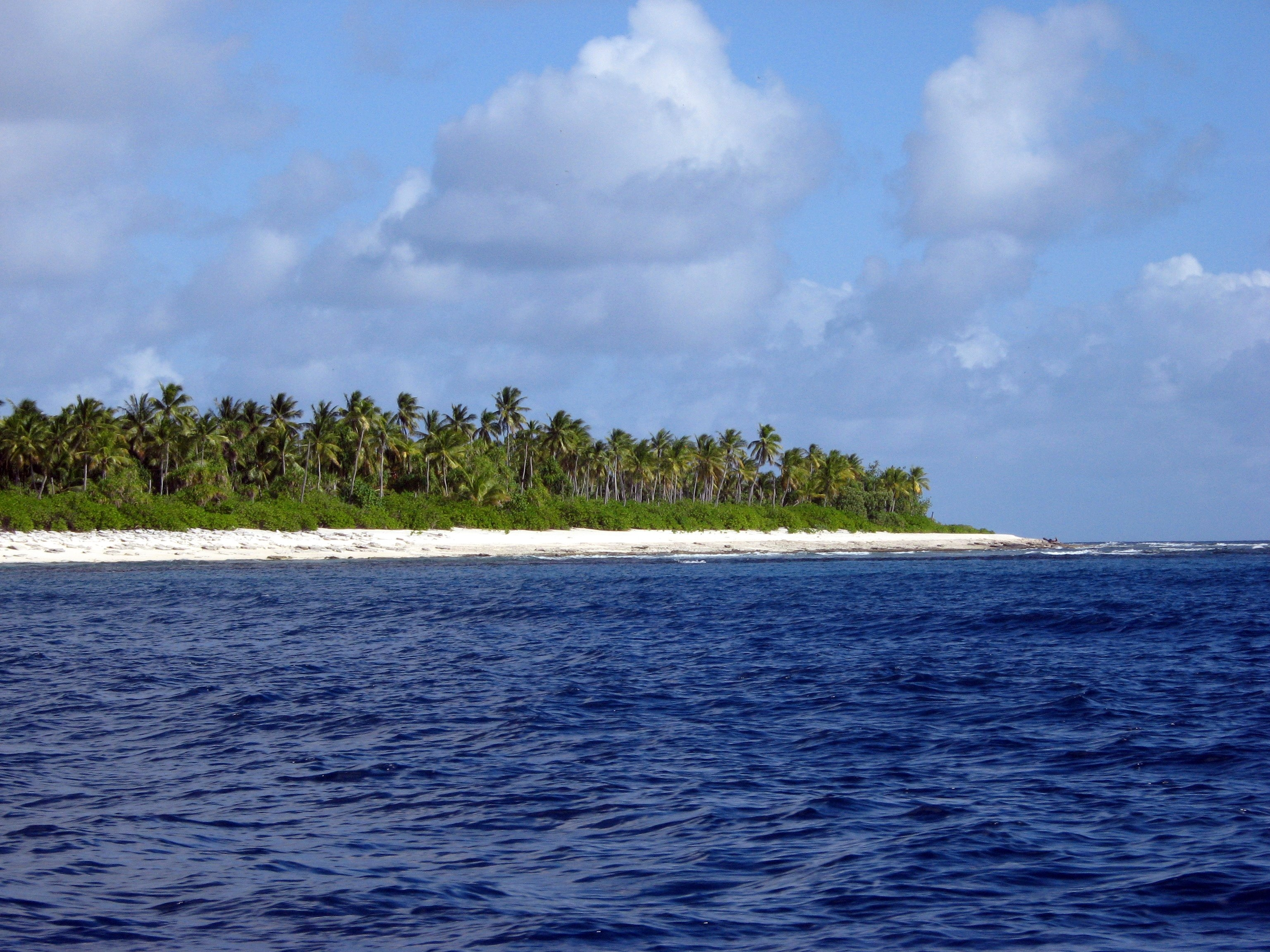
تشتمل أهداف الاستعادة في المنطقة المحمية لجزر فينيكس على القضاء على القطط غير الأصلية من جزيرة أورونا والتي تقضي على الطيور.

فقد ظهرت العديد من النباتات والحيوانات التي لم تكن موجودة بشكل أساسي في الجزيرة والتي قدمت إلى جزر فينيكس مما أدى إلى ظهور نتائج متنوعة وغالبًا ما تكون كارثية. ومن بين الآثار السلبية التي تسببت فيها هذه الكائنات التي قدمت إلى الجزيرة القضاء على الطيور البحرية والنباتات الأصلية، خصوصًا من خلال تدمير البيض والصغار، بالإضافة إلى ظهور نباتات أخرى تحل محل نباتات موجودة أصلاً، مما يؤدي إلى تغيير النظام البيئي الطبيعي في الجزيرة. وتشتمل النباتات والحيوانات التي ظهرت مع مرور الوقت على الفئران الأسيوية والأرانب والقطط والنمل والخنازير والكلاب ولانتانا الموجودة في المحيط الهادئ.
إلى أن تم الإعلان عن المنطقة المحمية لجزر فينيكس، تم إجراء آخر عملية مسح للحيوانات الموجودة على جزر فينيكس في الستينيات من القرن العشرين. وفي عام 2006، تم إجراء مسح آخر لتحديد تعداد أعداد أنواع الحيوانات والنباتات المتطفلة غير الأصلية والتي وردت إلى كل جزيرة وإمكانية تنفيذ برنامج الاستعادة. ومن خلال هذه الأعمال، تم تأكيد أنه يجب أن يتم التخلص من تلك الكائنات الواردة من كل جزر فينيكس الثمانية، إلا أن أهم إجراءات الإدارة العاجلة التي يجب تنفيذها على الجزر هي التخلص من الأرانب الوحشية من راواكي والفئران الأسيوية من ماكين.
خلال الستينيات من القرن العشرين، كانت جزيرة ماكين واحدة من الجزر الرائدة في مجموعة جزر فينيكس، حيث كانت تدعم مجموعات متنوعة وهامة من الطيور البحرية، والتي كانت عبارة عن الآلاف من طيور النودي الزرقاء ونوء العاصفة ذات الحلق الأبيض والعديد من الأنواع الأخرى من الخرشنة وجلم الماء. ورعم ذلك، وفي وقت ما في حدود عام 2002، استعمرت الفئران الأسيوية جزيرة ماكين، وعلى ما يبدو تم ذلك عندما تدمرت سفينة صيد على الجزيرة. وقد توصل مسح عام 2006 إلى أن طيور نوء العاصفة والنودي الأزرق وغيرها من طيور النوء وجلم الماء قد اختفت على ما يبدو من الجزيرة نتيجة الافتراس الجائر للطيور الكبيرة وبيضها وفراخها على يد الفئران. ومعظم أنواع الطيور البحرية التي كانت ما زالت موجودة في جزيرة ماكين في عام 2006 كانت موجودة بأرقام ضئيلة للغاية وكانت عمليات تربيتها تفشل بشكل عام.
وقد كان عدد الأرانب الكبير للغاية يؤثر على العديد من الطيور البحرية الموجودة في راواكي من خلال المنافسة على الجحور والعشش والملاذات الظليلة، بالإضافة إلى السحق المرتبط بذلك للبيض والطيور. كما أن الأرانب كانت تؤثر كذلك على النباتات مما أدى بدوره إلى تقليل إتاحة مواقع التعشيش واستقرار العشش للطيور البحرية التي تقوم بالتعشيش، كما أن ذلك يؤثر كذلك على النظام البيئي بشكل عام.
وكخطوة أولى تجاه استعادة التنوع البيولوجي على جزر المنطقة المحمية لجزر فينيكس، في منتصف عام 2008، تم استهداف الفئران والأرانب على جزيرتي ماكين وراواكي. وفي نوفمبر وديسمبر من عام 2009، أشارت عملية فحص لهاتين الجزيرتين من قبل فريق علمي إلى أن برنامج التخلص من تلك الكائنات حقق نجاحًا. وقد كانت النتائج مذهلة على حياة النباتات والطيور حيث إن الفريق وجد أن الطيور قد بدأت في التعشيش بشكل ناجح على جزيرة ماكين للمرة الأولى بعد حوالي 10 سنوات. وفي تلك الأثناء، على جزيرة راواكي، أتاحت استعادة زراعة النباتات للطيور مثل النودي الأزرق القدرة على العثور على مواقع مناسبة للتعشيش في مختلف أرجاء الجزيرة. وحتى طيور الفرقاط كانت تتمكن من التعشيش على النباتات التي استعادت قوتها في ذلك الحين. وتتيح جهود الاستعادة تلك لطيور نوء فينيكس نوء العاصفة أبيض الحلق وغيرها من الطيور البحرية الأخرى القادرة على استعادة تواجدها في المنطقة المحمية لجزر فينيكس. وقد تم تنفيذ حملة تطهيرية أخرى في يوليو من عام 2011، حيث تم استهداف جزيرتين أخريين في المنطقة المحمية لجزر فينيكس من أجل التخلص من الآفات، وهما إندربوري وبيرني. وكلا الجزيرتين كانتا تحتويان على أعداد من فئران المحيط الهادئ التي لم تكن موجودة على الجزر في الأساس.

## موقع من مواقع التراث العالمي ضمن قائمة اليونسكو

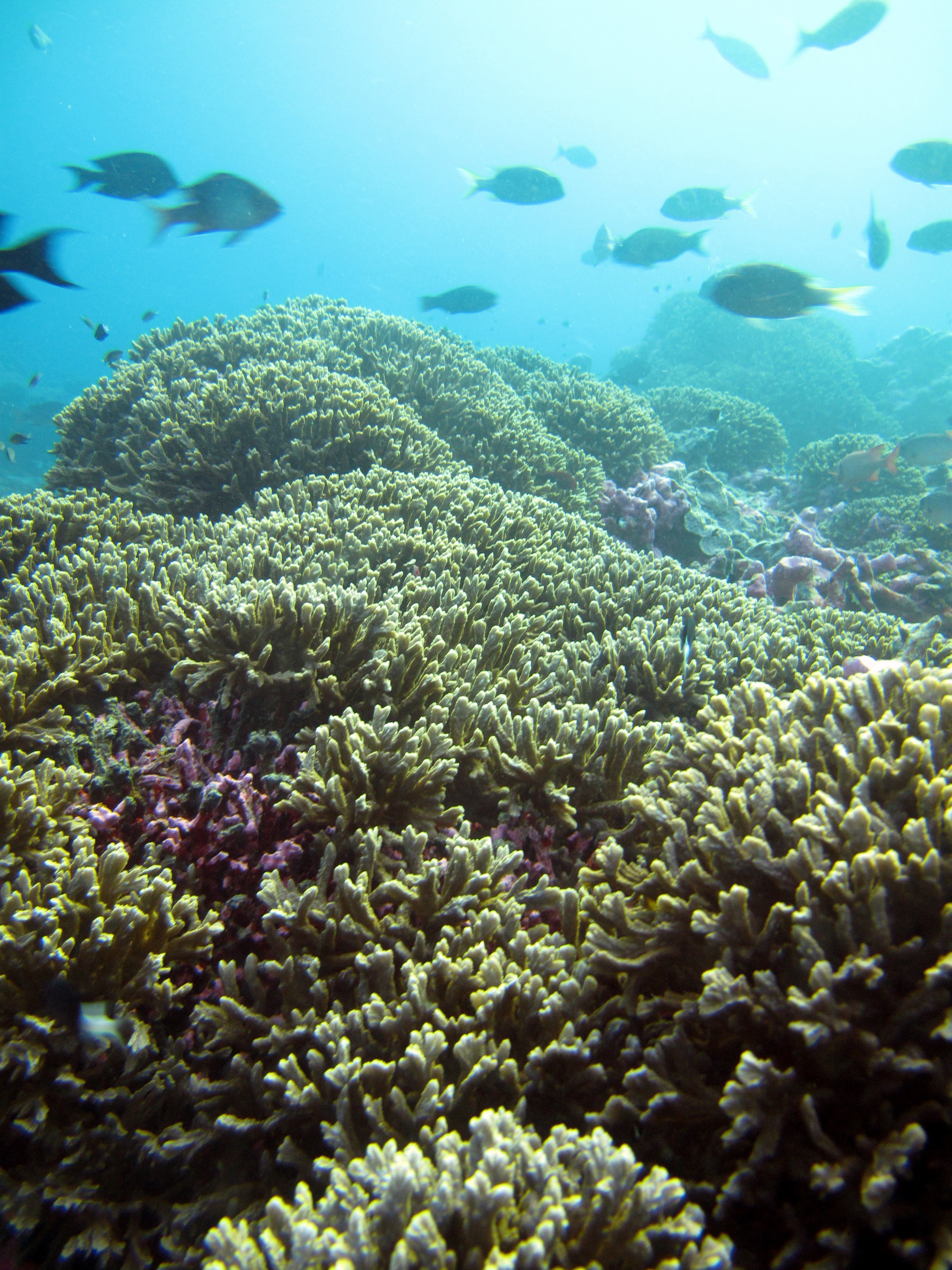
شعاب Hydnophora rigida المرجانية في المنطقة المحمية لجزر فينيكس

تهدف اتفاقية التراث العالمي منظمة الأمم المتحدة للتربية والعلوم والثقافة (اليونسكو) إلى تطوير التعاون بين الدول من أجل حماية التراث العالمي الذي يكون له قيمة عالمية والذي يكون من الضروري الحفاظ عليه من أجل الأجيال الحالية والمستقبلية في مختلف أرجاء العالم. والهدف هو أن يتم الحفاظ على العناصر الموجودة في قائمة التراث العالمي على مدار الأزمان، على خلاف عجائب الدنيا السبعة.
في الثلاثين من يناير عام 2009، قدمت جمهورية كيريباتي طلبًا لكي يتم تضمين المنطقة المحمية لجزر فينيكس في قائمة التراث العالمي. وقد كان ذلك هو أول ترشيح تم تقديمه من قبل كيريباتي منذ أن قامت بالتصديق على الاتفاقية في عام 2000.
وفي الأول من أغسطس عام 2010، وفي الجلسة الرابعة والثلاثين للجنة التراث العالمي في برازيليا، في البرازيل، تم اتخاذ القرار بتضمين المنطقة المحمية لجزر فينيكس في قائمة التراث العالمي. وقد أصبحت أكبر وأعمق موقع للتراث العالمي في العالم.

## البحث عن أميليا إيرهارت (Amelia Earhart)
ومنذ عام 1988، تقوم المجموعة الدولية لاستعادة الطائرات التاريخية (TIGHAR) باختبار افتراض أن طائرة عام 1937 التي فقدت والتي كانت تقودها أميليا إيرهارت والملاح فريد نونان (Fred Noonan) قد هبطت في نيكومورو. وتقترح الأدلة التي تم تجميعها من عمليات البحث الأرشيفية والعديد من الحملات التي تم إرسالها إلى الجزيرة أن الطائرة هبطت بسلام على الشعاب المرجانية الموجودة على أطراف الجزيرة، إلا أنها انجرفت عن حافة الجزيرة بسبب المد والأمواج، مما أدى إلى ترك إيرهارت ونونان منبوذين على جزيرة الشعاب المرجانية غير المأهولة تلك والتي لا تحتوي على مياه. في عام 1940، اكتشف ضابط في إدارة المستعمرات البريطانية جزءًا من هيكل عظمي والعديد من المصنوعات في موقع مخيم مؤقت في الطرف الجنوبي الشرقي البعيد للجزيرة. وقد تم إرسال العظام وتلك المصنوعات إلى المقار البريطانية في فيجي، وقد فقدت بعد ذلك. وتقترح التقييمات الحديثة للقياسات التي قام طبيب بريطاني بأخذها في عام 1941 إلى أن هذا الهيكل العظمي كان لسيدة تنتمي إلى أوروبا الشمالية طولها تقريبًا هو نفس طول إيرهارت. أما المصنوعات التي تم العثور عليها في موقع يُعتقد أنه هو نفس الموقع الذي تم العثور على الهيكل العظمي به فتشير إلى سيدة أمريكية من الثلاثينيات من القرن العشرين كانت تحمل معها أشياء تتشابه مع الأشياء التي كانت تحملها إيرهارت بشكل نموذجي. وتقترح الأرقام المسلسلة التي قيل أنها كانت موجودة على صندوق آلة السدس الخاصة بالطائرة والتي تم العثور عليها مع العظام إلى أنها من نفس النوع الذي كان نونان يشتهر بحمله.

## معرض صور

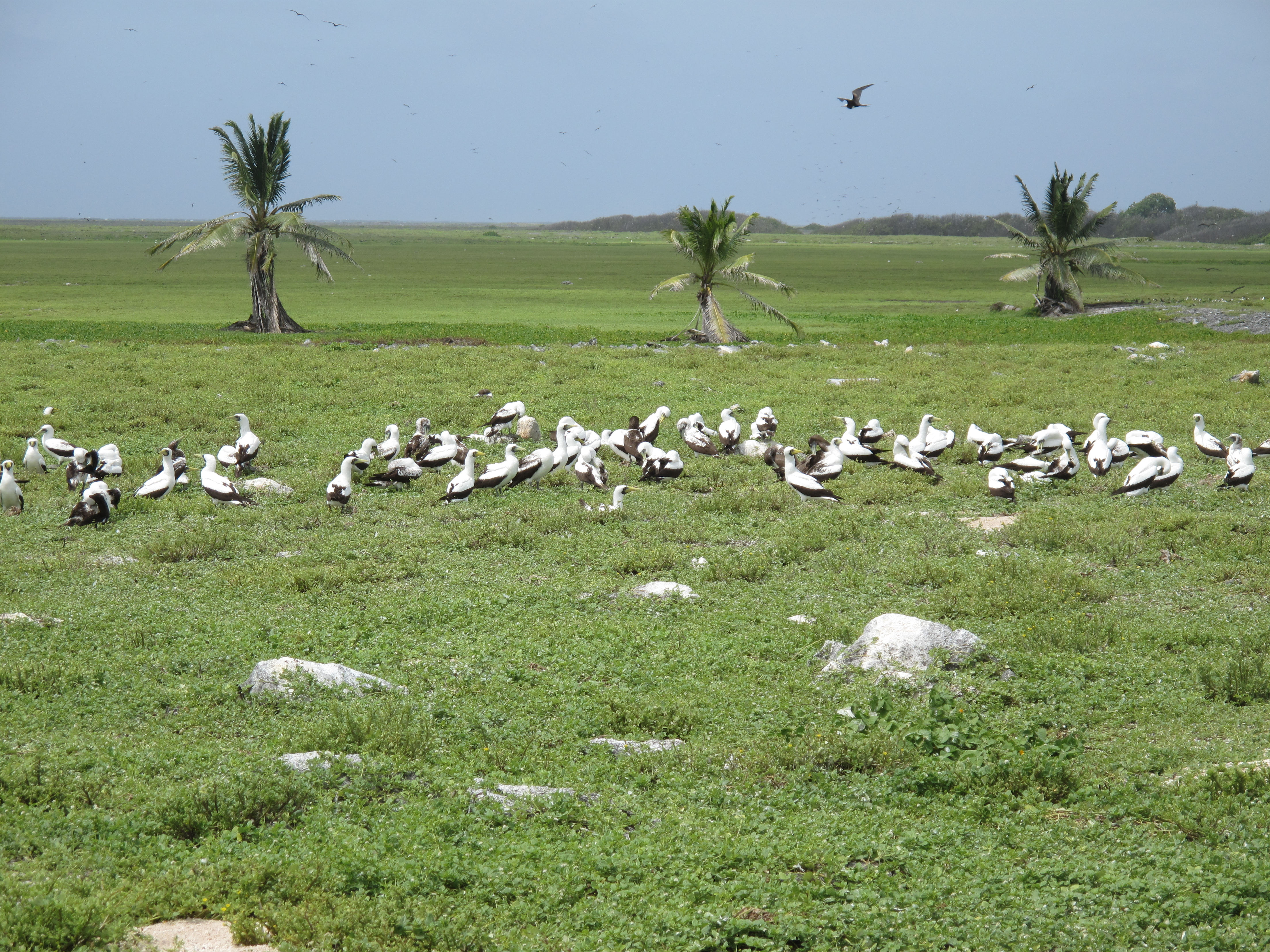
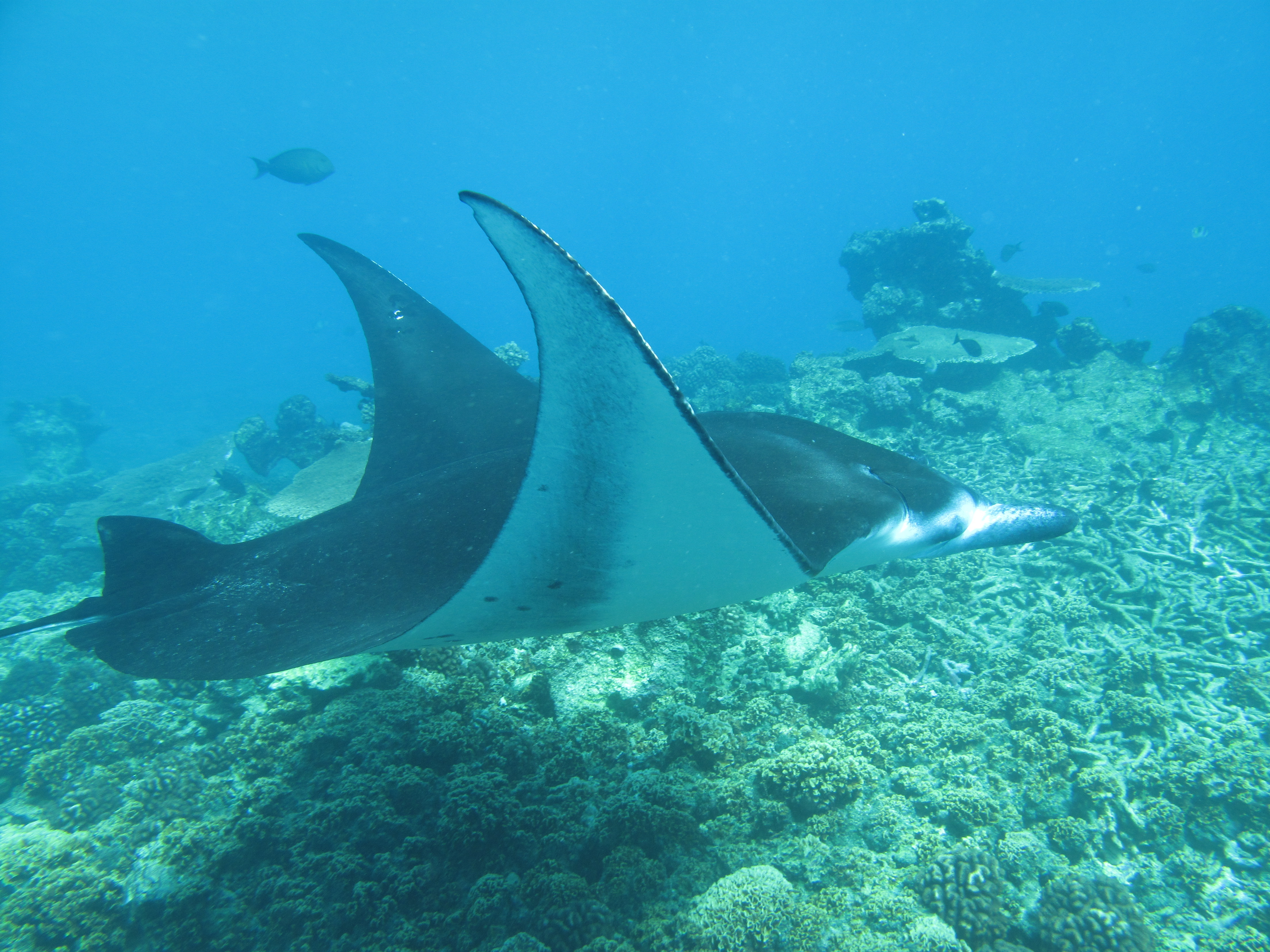
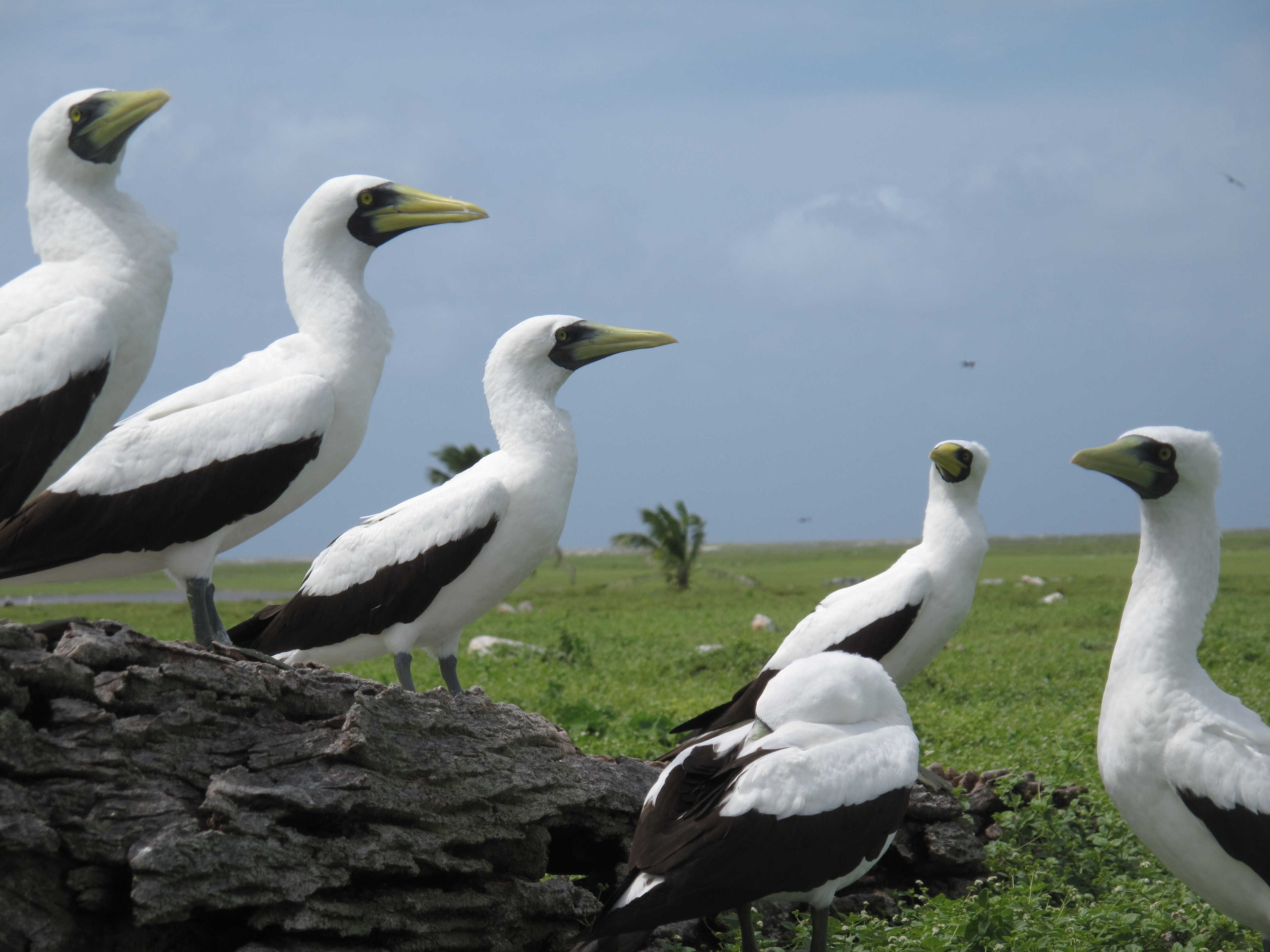
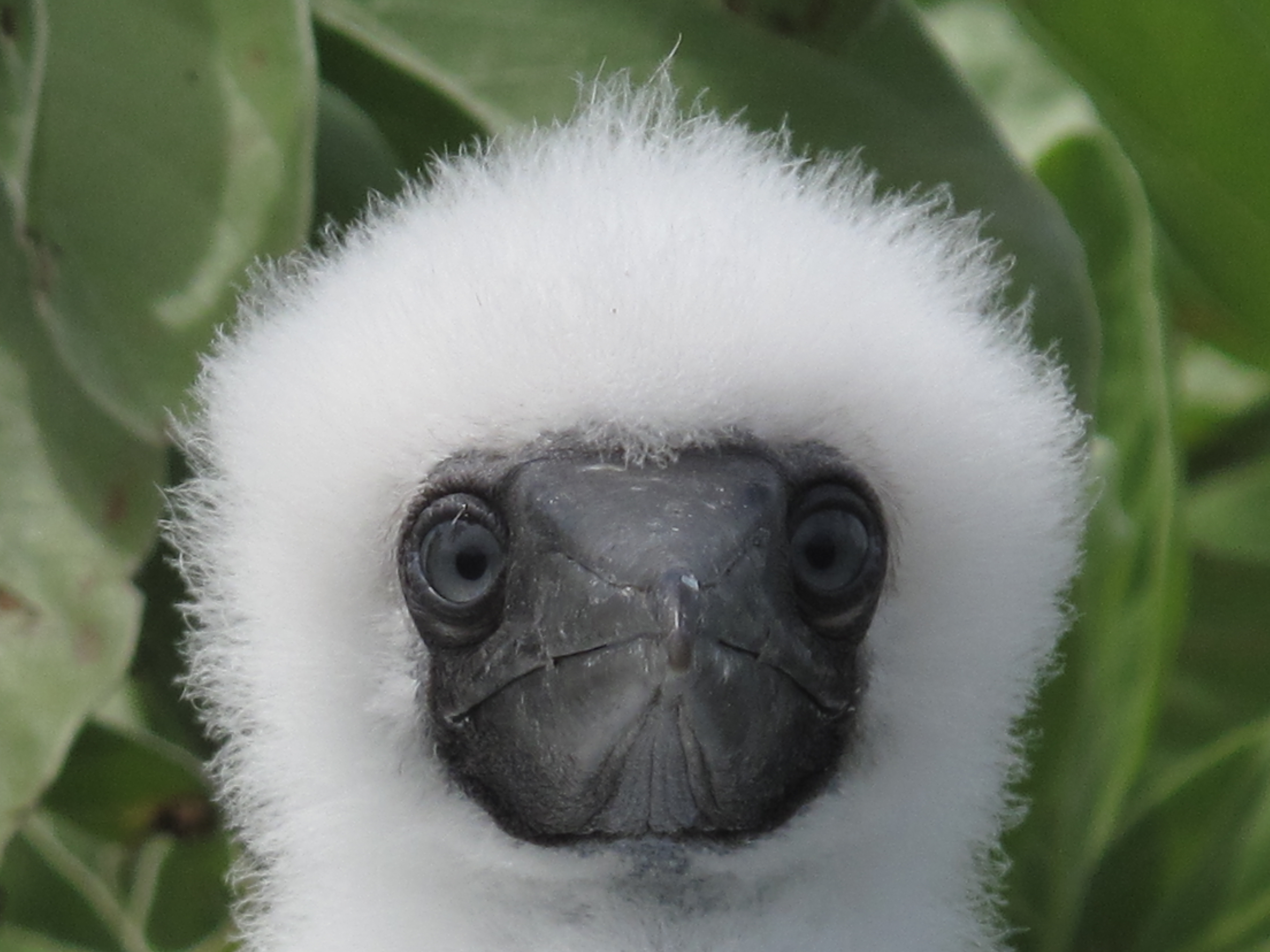
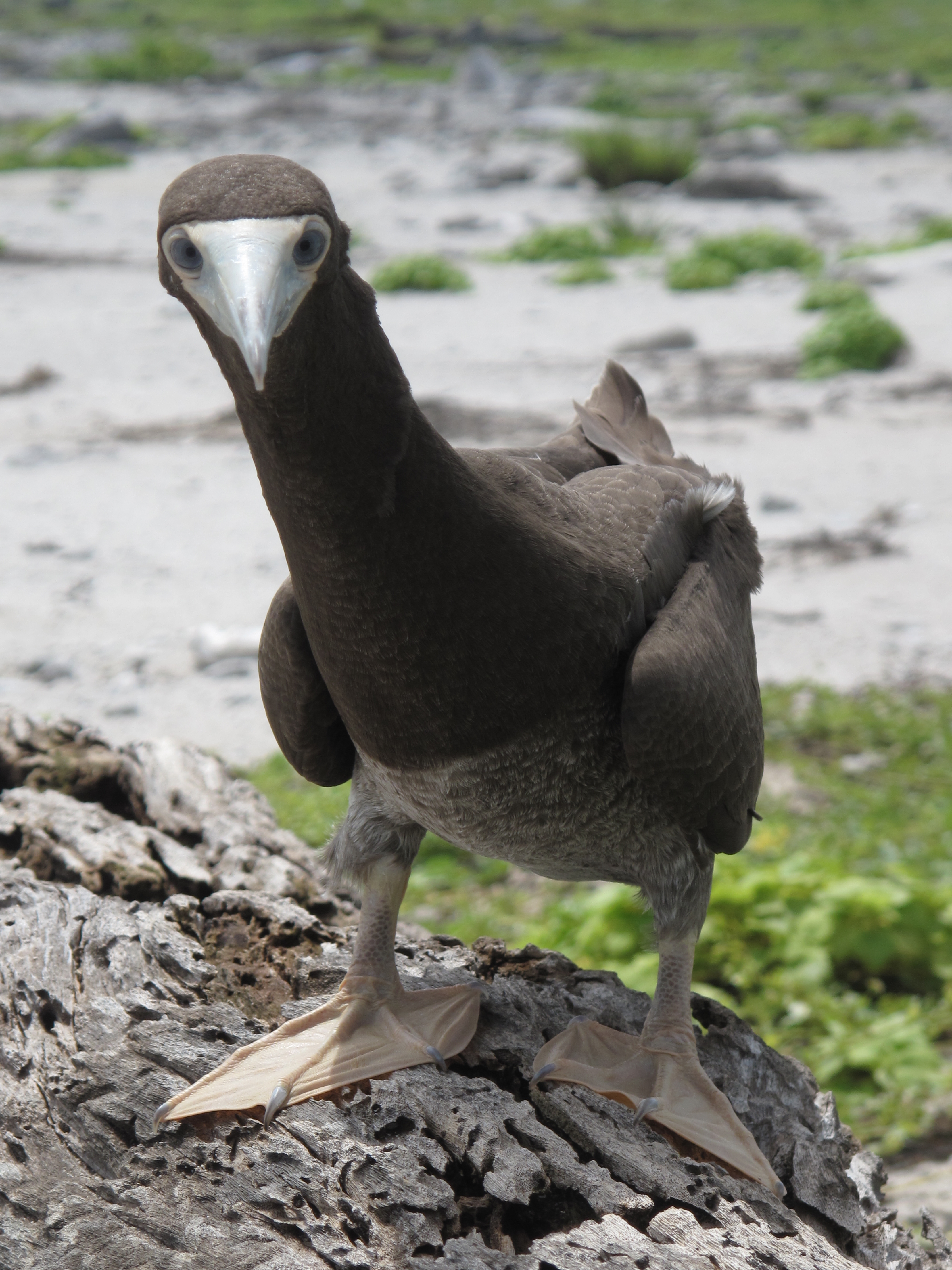
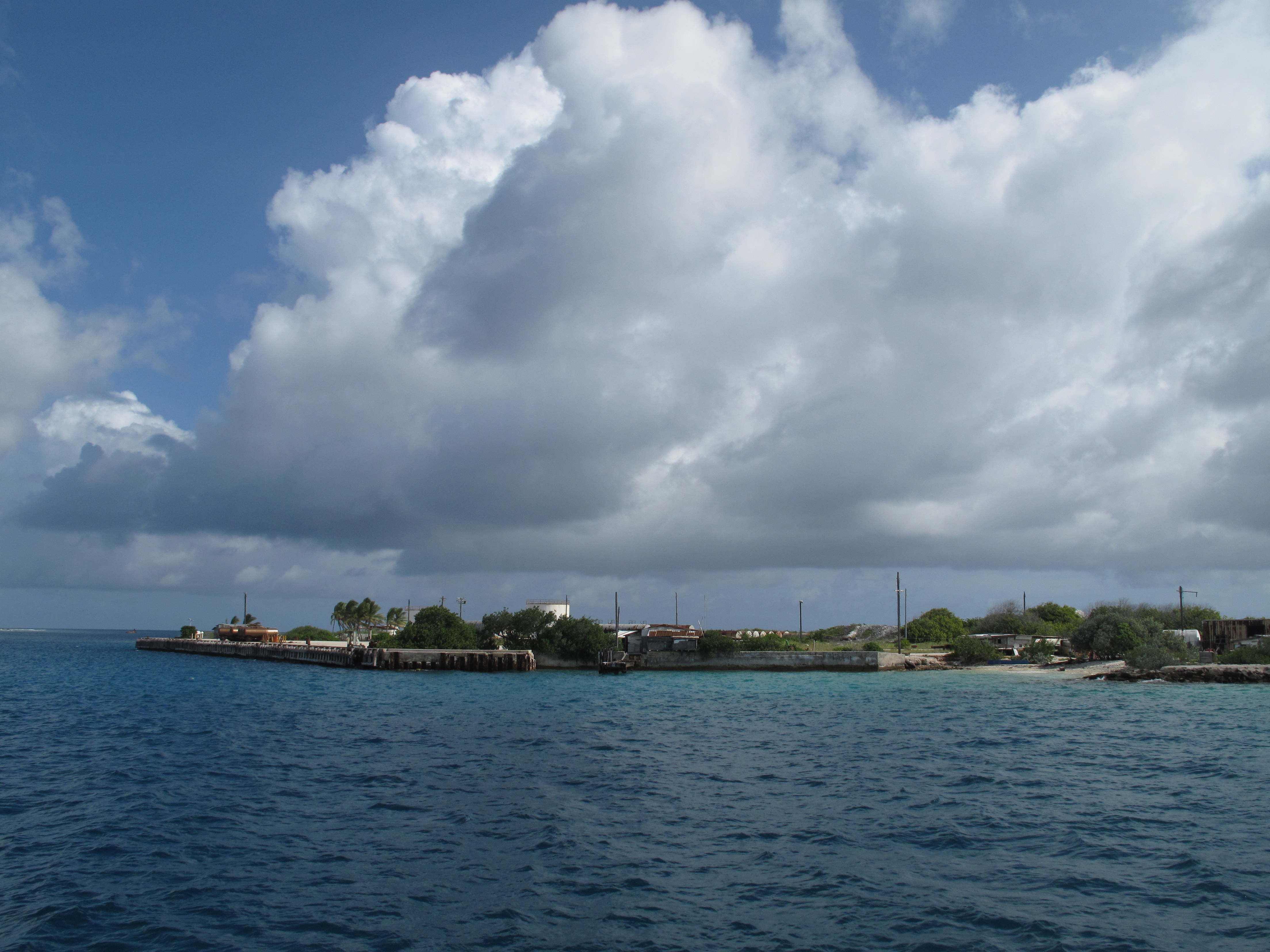

- 1=المنطقة المحمية في جزر فينيكس
- 1=المنطقة المحمية في جزر فينيكس
- 1=المنطقة المحمية في جزر فينيكس
- 1=المنطقة المحمية في جزر فينيكس
- 1=المنطقة المحمية في جزر فينيكس
- 1=المنطقة المحمية في جزر فينيكس

## وصلات خارجية
- Phoenix Islands Protected Area website
- Phoenix Islands - Smithsonian Ocean Portal
- Kiribati Tourism PIPA page
- New England Aquarium PIPA page
- Conservation International PIPA page
- PIPA World Heritage nomination info
- National Geographic magazine article January 2004
- Underwater Eden: Saving the last Coral Wilderness on Earth – the story of PIPA's founding.